# (10247) Amphiaraos
(10247) Amphiaraos (6629 P-L) – planetoida z grupy trojańczyków okrążająca Słońce w ciągu 11,93 lat w średniej odległości 5,22 j.a. Odkryta 24 września 1960 roku.